# Wardenis
Wardenis – miasto w Armenii, w prowincji Gegharkunik. Według danych na rok 2022 liczy ok. 12,3 tys. mieszkańców.

## Współpraca
- Romans-sur-Isère, Francja